# Girau do Ponciano (kommun)
Girau do Ponciano är en kommun i Brasilien.   Den ligger i delstaten Alagoas, i den östra delen av landet, 1 400 km nordost om huvudstaden Brasília. Antalet invånare är 36 625.
Följande samhällen finns i Girau do Ponciano:
- Girau do Ponciano

Omgivningarna runt Girau do Ponciano är huvudsakligen savann. Runt Girau do Ponciano är det ganska tätbefolkat, med 214 invånare per kvadratkilometer.